# Simulium sheveligiense
Simulium sheveligiense är en tvåvingeart som först beskrevs av Rubtsov och Violovich 1965.  Simulium sheveligiense ingår i släktet Simulium och familjen knott. Inga underarter finns listade i Catalogue of Life.